# Lovisastorm
Lovisastorm är ett folkligt namn på det första blåsväder som anländer efter högsommaren. Språkbruket är vanligast längs den svenska ostkusten och kommer sig av att Lovisas namnsdag (25 augusti) infaller under månadens sista vecka, då den meteorologiska sannolikheten för starka vindar vid kusten ökar kraftigt. Denna sannolikhet beror på att havsvattentemperaturen nått sitt årsmaximum, samtidigt som solinstrålningens minskning gör att dygnsmedeltemperaturen i luften inte alltid når vattnets temperaturnivå.